# Rusia Unida
Rusia Unida (en ruso: Единая Россия, Yedínaya Rossíya) es un partido político ruso fundado el 1 de diciembre de 2001 mediante la unión de los grupos parlamentarios Unidad (Единство), Patria (Отечество) y Toda Rusia (Вся Россия). Este partido se autoidentifica como conservador, nacionalista y centrista. Actualmente se le suele situar en la derecha del espectro político.
El partido se formó el 1 de diciembre de 2001 mediante la fusión de Unidad, Patria - Toda Rusia y Nuestro Hogar – Rusia. Tras los resultados electorales de 2003 y 2011, Rusia Unida obtuvo la mayoría parlamentaria en la Duma Estatal y la mayoría constitucional en 2007, 2016 y 2021. En las elecciones a la Duma Estatal de 2011, por primera vez, la lista electoral de Rusia Unida se formó a partir de los resultados de las elecciones preliminares (primarias) celebradas conjuntamente con el Frente Popular Panruso. Según las decisiones del XII Congreso de Rusia Unida, adoptadas el 24 de septiembre de 2011, en las elecciones a la Duma Estatal, la lista preelectoral del partido estaba encabezada por el entonces presidente de la Federación Rusa, Dmitri Medvédev, y, en las elecciones de 2012, Vladímir Putin se convirtió en el candidato presidencial. La estructura del partido se compone de secciones regionales, locales y primarias. Se han creado secciones regionales de Rusia Unida en todas las entidades constitutivas de la Federación Rusa. En Rusia, existen 82.631 secciones primarias y 2.595 locales del partido.
Rusia Unida apoya las políticas de Putin, quien es el actual presidente ruso y se desempeñó como líder del partido durante la presidencia de Dmitri Medvédev; a pesar de no ser actualmente el líder oficial ni miembro del partido, Putin opera como su líder de facto. Los votos de Rusia Unida alcanzaron su punto máximo en las elecciones legislativas rusas de 2007 con el 64,3% de los votos, mientras que en los últimos años ha visto disminuir su popularidad. La ideología del partido es inconsistente e incluye a funcionarios específicos, todos los cuales apoyan a Putin. Aunque en 2009 proclamó el conservadurismo ruso como su ideología oficial, atrae principalmente a votantes pro-Putin y no ideológicos, y los politólogos lo clasifican a menudo como un "partido atrapalotodo", o como un "partido de poder", en lugar de una organización que se basa principalmente en una ideología política.

## Historia

### Elecciones de 2003 y 2004
Rusia Unida es un partido relativamente nuevo en la Duma Estatal (cámara baja del Parlamento Ruso), pero ha obtenido grandes resultados en las elecciones federales y locales gracias a la popularidad de Putin.
En las elecciones legislativas de 2003, consiguió el 37% del voto, logrando 305 escaños de los 450 que conforman la cámara baja, lo que le proporcionó la mayoría. Los miembros de Rusia Unida también controlan 88 de los 178 delegados del Consejo de la Federación (la cámara alta del Parlamento). En las elecciones presidenciales de 2004, Rusia Unida apoyó a Vladímir Putin y contribuyó a su victoria.
Un gran número de los ministros en el Gobierno de Putin, así como muchos gobernadores regionales y otros gobernadores oficiales rusos, son miembros del partido. El actual líder de Rusia Unida es el portavoz de la Duma Estatal y exministro del interior, Borís Gryzlov, elegido líder del partido en noviembre de 2002.

### Campañas electorales

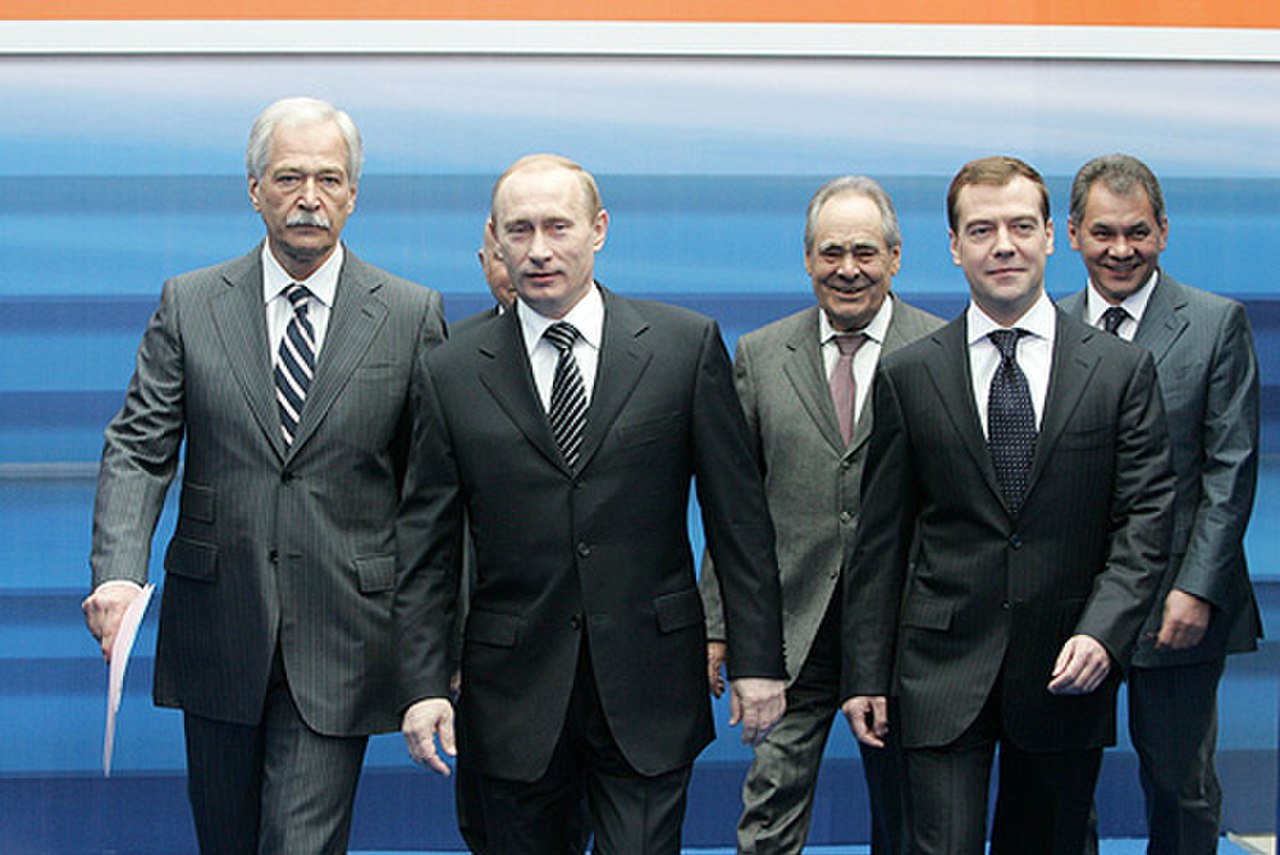
Personalidades del partido en el 9° Congreso de Rusia Unida. En frente, de izquierda a derecha; Borís Gryzlov, Vladímir Putin y Dmitri Medvédev.

#### Elecciones legislativas de 2007
El 1 de octubre de 2007, Vladímir Putin aceptó encabezar las listas electorales de Rusia Unida, pero sin ingresar en las filas del partido como militante activo. El partido cuenta con el permiso para usar la imagen de Putin en la campaña.
Finalmente, en las elecciones del 2 de diciembre de 2007, Rusia Unida obtuvo el 64,30% de los votos, consiguiendo 315 escaños de los 450 de la Duma Estatal.
La participación en dichas elecciones fue de un 63,78%. Aparte de Rusia Unida, otros tres partidos superaron la barrera del 7% de los votos requerida.

#### Elecciones presidenciales de 2008
En las elecciones para elegir el nuevo Presidente de Rusia, el candidato propuesto por Rusia Unida, Dmitri Medvédev, ganó en la primera ronda con el 70,28%. Medvédev ha sucedido a Vladímir Putin como Presidente de la Federación de Rusia desde el 7 de mayo del 2008.

#### Elecciones legislativas de 2011
Con Medvédev como cabeza de lista, el partido consigue un 49,32% del voto popular, obteniendo así 238 escaños en la Duma, perdiendo la supermayoría obtenida en las elecciones anteriores, pero manteniendo la mayoría absoluta.

#### Elecciones legislativas de 2016
Con Medvédev nuevamente como cabeza de lista, el partido consigue un 54,20% del voto popular, obteniendo así 343 escaños en la Duma, recuperando la supermayoría perdida en las elecciones anteriores.

### Ideología
Durante un tiempo se ha utilizado mucho un cliché político denominado el «Plan de Putin», es decir, el curso de desarrollo de Rusia basado en los discursos de Vladímir Putin a la Asamblea Federal Rusa entre 2000 y 2007. No se trata en realidad de un plan, y su autor no es Putin. Una encuesta realizada en septiembre de 2007 revela que, según la opinión de los ciudadanos rusos, Rusia sí necesita una estrategia general similar al dicho «plan», aunque según la misma encuesta gran parte de la población no conoce el significado concreto de este proyecto.
Posteriormente este cliché fue sustituido por «Estrategia-2020», una estrategia de desarrollo hasta el año 2020.

#### Conservadurismo ruso
El 21 de noviembre de 2009, Rusia Unida adoptó un nuevo programa, basado en el «Plan de Putin», «Estrategia-2020» y el artículo de Dmitri Medvédev «¡Rusia, adelante!». En este programa, la ideología del partido se define como conservadurismo ruso (российский консерватизм).

## Resultados electorales

### Elecciones presidenciales
|  | 71.91 % |

|  | 71.25 % |

|  | 64.35 % |

|  | 76.69 % |

|  | 88.48 % |

### Elecciones legislativas
|  | 37.57 % |

|  | 64.30 % |

|  | 49.32 % |

|  | 55.23 % |

|  | 49.82 % |